# Stenopogon flavotibialis
Stenopogon flavotibialis är en tvåvingeart som beskrevs av Martin 1968. Stenopogon flavotibialis ingår i släktet Stenopogon och familjen rovflugor. Inga underarter finns listade i Catalogue of Life.